# Nomada moravitzii
Nomada moravitzii är en biart som beskrevs av Radoszkowski 1876. Nomada moravitzii ingår i släktet gökbin, och familjen långtungebin. Inga underarter finns listade i Catalogue of Life.